# 加藤理文
加藤 理文（かとう まさふみ、1958年 - ）は、日本の城郭研究家。博士（文学）（広島大学）。専門は織豊系城郭。公益財団法人日本城郭協会理事。

## 来歴
静岡県浜松市（旧磐田郡水窪町）出身。1981年駒澤大学文学部歴史学科卒業。公立高校教諭（社会科） 、財団法人静岡県埋蔵文化財調査研究所、静岡県教育委員会文化課などを経て、袋井市立浅羽中学校教諭（その間、磐田市立第一中学校、袋井市立周南中学校教諭）。
2011年「考古資料から見た織豊権力構造の成立と展開」で博士（文学）（広島大学）の学位を取得。
日本城郭協会理事・学術委員会副委員長、織豊期城郭研究会事務局長、NPO法人城郭遺産による街づくり協議会監事を歴任。
著書に『織豊権力と城郭』『別冊歴史読本 中世・戦国・江戸の城』『日本から城が消える』、共著に『カメラが撮らえた 古写真で見る 日本の名城』など多数。

## 著書
- 『熊本城を極める』（サンライズ出版） 2011
- 『静岡の城 研究成果が解き明かす城の県史』（サンライズ出版） 2011
- 『織豊権力と城郭 瓦と石垣の考古学』（高志書院） 2012
- 『二条城を極める』（サンライズ出版） 2012
- 『江戸城を極める』（サンライズ出版） 2014
- 『別冊宝島 蘇る城 - 400年の歳月を超え伝説の名城が復活』（宝島社） 2015.10
- 『歴史新書 日本から城が消える～「城郭再建」がかかえる大問題』（洋泉社） 2016.8
- 『織田信長の城』（講談社現代新書） 2016.12
- 『よくわかる日本の城 日本城郭検定公式参考書』（小和田哲男監修、学研プラス） 2017
- 『大きな縄張図で歩く! 楽しむ! 完全詳解山城ガイド - 全国山城リスト85城つき』（学研ムック） 2018.1

### 共著・監修
- 『城郭探検倶楽部 お城の新しい見方・歩き方ガイド』（中井均共著、新人物往来社） 2003
- 『静岡の山城ベスト50を歩く』（中井均共編、サンライズ出版） 2009
- 『戦国時代の静岡の山城 : 考古学から見た山城の変遷 』（城郭遺産による街づくり協議会編、サンライズ出版） 2011.8
- 『倭城を歩く』（織豊期城郭研究会編、サンライズ出版） 2014.11
- 『カメラが撮らえた古写真で見る日本の名城』（中井均, 木戸雅寿共著、KADOKAWA、ビジュアル選書） 2015
- 『蘇る城 400年の歳月を超え伝説の名城が復活』（監修、宝島社、別冊宝島） 2015
- 『静岡県の歩ける城70選 - 初心者も楽しめる名将ゆかりの城跡めぐり』（中井均, 加藤理文, 萩原さちこ編著、洋泉社） 2016.12
- 『日本の山城100名城 』（加藤理文編著、静岡新聞社） 2016.12
- 『近世城郭の考古学入門』（中井均, 加藤理文編著、高志書院） 2017.3
- 『古地図で楽しむ駿河・遠江』（編著、風媒社） 2018

- 国立国会図書館サーチを参照
- CiNii>加藤理文を参照

## 講演など
- 2011年11月　浜松市制100周年記念　第18回全国山城サミット連絡協議会浜松大会パネルディスカッション。パネリスト：小和田哲男,辰巳均と、コーディネーター中井均[9]。
- 2014年9月　可児郷土歴史館企画「美濃金山城から天下統一を探る」中井均と[10]。
- 2015年9月　NPO法人城郭遺産による街づくり協議会主催シンポジウム『新視点　日本の城　城郭研究と成果　～文献・考古・建築が語る日本城郭史』小和田哲男,三浦正幸,中井均と、駒澤大学深沢キャンパス・アカデミーホール。
- 2017年9月こまき信長・夢フォーラム5「小牧から岐阜へ―信長が居た4年間」記念講演「小牧から天下統一の城へ」中井均、トークセッション「信長が居た4年間、信長に追いかけられた18年間」中井均,小野友紀子,渡邊あゆみ、小牧市市民会館。
- 2017年10月　岐阜築城450年記念ぎふ「信長サミット」―戦国を変えた信長の城、講演「1576信長と安土城」、トークショー「信長の城」コーディネーター、パネラー中井均,内堀信雄,小野友記子と、ホテルグランヴェール岐山[11]。
- 2017年10月　【山城に行こう2017　センゴクの城】「センゴクの城を語る」宮下英樹,春風亭昇太,中井均と、可児市文化創造センター。
- 2017年12月　お城EXPO 2017「近世の続日本100名城について」パシフィコ横浜。
- 2018年11月　【山城に行こう！2018「森長可の東美濃統一」】「東美濃の山城に行こう！」中井均,萩原さちこ,香川元太郎と。
- 2018年12月　関西城郭サミット2018「中世山城の史跡指定を考えるーその保存と活用ー」講演1「山城の史跡指定を考える」ノバティながの南館3階（大阪府河内長野市本町）。
- 2018年12月23日　お城EXPO2018 厳選プログラム「信長の城～岐阜から安土へ～」パネルディスカッション。小和田哲男、辰巳均、内堀信雄と[12]。